# Ronald Smelser
Ronald Michael Smelser (* 1942 in Altoona, Pennsylvania) ist ein US-amerikanischer Historiker.

## Laufbahn
Smelser studierte Geschichte an der University of Wisconsin und wurde 1970 mit einer Arbeit über die NS-Außenpolitik und das »Sudetenproblem« zum Ph.D. promoviert. Seit 1983 bis 2016 war er Professor am Department of History der University of Utah in Salt Lake City.
Smelsers Forschungsschwerpunkt ist die Außen- und Sozialpolitik des nationalsozialistischen Deutschlands. So legte er 1988 die erste wissenschaftliche Biographie über den Führer der Deutschen Arbeitsfront (DAF) Robert Ley vor.
Bekannt geworden ist Smelser insbesondere als Mitherausgeber von vier zwischen 1989 und 2000 erschienenen prosopographischen Sammelbänden, in denen er und seine Mitherausgeber jeweils eine größere Zahl von, von verschiedenen Fachleuten verfassten, biographischen Aufsätzen über führende Persönlichkeiten der nationalsozialistischen Bewegung bzw. des NS-Staates zusammengestellt haben: Den Anfang machte der von ihm und Rainer Zitelmann im Jahr 1989 herausgegebene Band Die Braune Elite I von 1989, mit zweiundzwanzig Skizzen von führenden Politikern der NSDAP (vor und nach 1933) und von Funktionsträgern des Militärs und des NS-Staates des Zweiten Weltkriegs. 1993 folgte der Anschlussband Die Braune Elite II, der einundzwanzig weitere Skizzen der gleichen Ausrichtung enthielt (als dritter Herausgeber stieß hier Enrico Syring zu Smelser und Zitelmann). 1995 folgte der Band Die Militärelite des Dritten Reiches, der siebenundzwanzig Skizzen speziell über führende Militärs der Reichswehr/Wehrmacht der 1930er und 1940er Jahre umfasste und im Jahr 2000 der Band Elite unter dem Totenkopf, in dem dreißig führende Angehörige der Schutzstaffel in den Blick genommen wurden (bei diesen beiden Bänden fungierten nur noch Smelser und Syring als Herausgeber). Alle vier Bände haben sich in der Fachforschung zu vielgenutzten und häufig referenzierten Recherchewerkzeugen entwickelt.

## Werke (Auswahl)
Als Autor
- Die Henleinpartei. Eine Deutung, in: Karl Bosl: Die erste Tschechoslowakische Republik als multinationaler Parteienstaat. Vorträge der Tagungen des Collegium Carolinum in Bad Wiessee vom 24.–27. November 1977 und vom 20.–23. April 1978 (Bad Wiesseer Tagungen des Collegium Carolinum). Oldenbourg, München 1979, ISBN 3-486-49181-4. S. 187–202.
- Das Sudetenproblem und das Dritte Reich, 1933–1938. Von der Volkstumspolitik zur Nationalsozialistischen Außenpolitik, München / Wien 1980 (im Original: Volkstumspolitik and the Formulation of Nazi Foreign Policy. The Sudeten Problem, 1933–1938, 1973).
- Robert Ley. Mann an der „Arbeitsfront“. Eine Biographie (Originaltitel: Robert Ley. Hitler's Labor Front Leader, Oxford 1988, übersetzt von Karl und Heidi Nicolai), Schöning, Paderborn 1989, ISBN 3-506-77481-6.
- Robert Ley – Der braune Kollektivist, in: Ders. und Rainer Zitelmann: Die braune Elite I, WBG, Darmstadt 1989, S. 173–187.
- Die Sozialplanung der Deutschen Arbeitsfront, in: Michael Prinz,  Rainer Zitelmann (Hrsg.): Nationalsozialismus und Modernisierung, WBG, Darmstadt 1991, S. 71–92.
- How „Modern“ were the Nazis? DAF Social Planning and the Modernization Question, in: German Studies Review 12 (1989), S. 285–302.
- Mit Edward J. Davies II: Die Romantisierung der Wehrmacht und Waffen-SS in den USA. Die „Gurus“ und ihr Einfluss auf die amerikanische Öffentlichkeit, in: Jens Westemeier (Hrsg.): „So war der deutsche Landser...“. Das populäre Bild der Wehrmacht, S. 63–78, Ferdinand Schöningh, Paderborn 2019, ISBN 3-506-78770-5.

Als (Mit-)Herausgeber
- Die braune Elite I. 22 biographische Skizzen, WBG, Darmstadt 1989 (mit Rainer Zitelmann).
- Die braune Elite II. 21 weitere biographische Skizzen, WBG, Darmstadt 1993 (mit Rainer Zitelmann und Enrico Syring).
- Die Militärelite des Dritten Reiches. 27 biographische Skizzen, Ullstein, Berlin / Frankfurt am Main 1995 (mit Enrico Syring).
- Die SS. Elite unter dem Totenkopf. 30 Lebensläufe, Paderborn 2000 (mit Enrico Syring).